# Музыка Аргентины
Музыка Аргентины включает в себя множество народных, популярных, академических жанров. Одним из наиболее популярных жанров аргентинской музыки является танго, которое появилось в Буэнос-Айресе и ближайших поселениях в конце XIX века и сильно изменилось на протяжении XX века. 
Народная музыка Аргентины была особенна популярна в XX веке, пик популярности пришёлся на 1950-е и 1960-е годы благодаря Атауа́льпа Юпа́нки и Айде Мерсе́дес Со́са, видных деятелей движения Новой песни  (нуэва кансьон). 
В середине-конце 1960-х годов на контркультурной сцене Буэнос-Айреса зародился аргентинский рок (известный как rock nacional, «национальный рок» на испанском), Он был широко принят молодежью и с тех пор стал частью музыкальной идентичности страны, как и традиционная музыка. 
Согласно Гарвардскому музыкальному словарю, Аргентина «имеет одну из самых богатых музыкальных традиций и, возможно, самую активную современную музыкальную жизнь.»

### Народная музыка
Образцы музыкальной культуры, «частично восходящей ещё к империи инков», сохранились в районе Чако, В Междуречье, В Северо-Западном регионе, в Патагонии. Народная музыка индейцев включает такие музыкальные инструменты как «ударные палки» такуапу, погремушки мбарака, трёхструнный смычковый раве, многоствольная флейта мимби рета.

### Академическая музыка
Музыка европейского образца проникла в современную Аргентину в XVI и XVII веках, благодаря деятельности иезуитских миссий. Европейцы обучали местных жителей игре на разнообразных струнных музыкальных инструментах, в 1585 году был построен первый орган. 
В начале 18 века в Аргентине работал итальянский органист и композитор Д. Циполи, проводились концерты классической музыки, в крупных городах гастролировали итальянские оперные труппы. 
К XIX веку в Аргентине действовало уже несколько театров оперы и комедии, в них ставили европейские оперы и испанские сарсуэлы. 
В 1877 году написана первая аргентинская опера (на итальянском языке). 
К 1918 году Ф. Боэро в опере «Тукуман» впервые использовал либретто на испанском языке. 
Оперы А. Берутти, К. Гайто, Э. Панисы, Боэро, наряду с операми многих европейских и русских композиторов, в XX веке составляли основу репертуара театра «Колон», который и ныне остаётся единственным постоянным оперным театром Латинской Америки, и одним из крупнейших во всём мире (в этом театре выступали Фёдор Шаляпин и А. Тосканини).

### Популярная музыка
см. Латиноамериканская поп-музыка